# 葛一虹
葛一虹（1913年4月2日—2005年4月26日），笔名黄芜茵，男，上海嘉定人，中国戏剧理论家、翻译家，中国戏剧家协会理事，曾任中国艺术研究院话剧研究所所长。